# Svenstrup (Aalborg Kommune)
 For alternative betydninger, se Svenstrup. (Se også artikler, som begynder med Svenstrup)
Svenstrup er en stationsby i Himmerland med 8.001 indbyggere  (2025) beliggende i Svenstrup- & Godthåb Sogne 10 km. syd for Aalborg Centrum og tre km. syd for Aalborg bydelen Skalborg. Byen ligger i Region Nordjylland og hører til Aalborg Kommune. Svenstrup fungerer i realiteten som satellitby til Aalborg og er sammenvokset med nabobyen Godthåb til ét samlet byområde.
I den nordlige del af byen finder man Svenstrup Kirke der stammer fra den romanske byggeperiode 1150-1200. Kirken ligger højt placeret i terrænet over Guldbækkens dal. Ved kirken findes en mindesten til ære for Skipper Clement.

## Historie
Svenstrup lagde i 1534 marker til Slaget ved Svenstrup hvor Skipper Clements oprør besejrede adelen.
I 1875 beskrives byen således: "Svenstrup (Nørre- og Sønder-Svenstrup) med Kirke, Skole, Kro og Jernbane-Holdeplads, beliggende ved Landeveien fra Aalborg til Hobro, .. Vester Vandmølle og Øster Vandmølle, der ogsaa har Dampkraft, med Bageri, begge i Svenstrup By."
Omkring århundredeskiftet blev byen beskrevet således: "Svenstrup — 1346: Suinstrup — (Nørre- og Sønder-S.), ved Landevejen, med Kirke, Skole, Kro, Møller (Vester- og Øster Vandmølle), Andelsmejeri, Dampbageri, Station paa den østjydske Bane og Udgangspunkt for Svenstrup-Nibe-Aars Banen samt Telegraf- og Telefonstation".

## Erhverv
I byen findes desuden fabrikken Tulip (oprindeligt Gøl Pølser) med over 300 ansatte, der producerer pølser af mærket Gøl samt Steff-Houlberg. Fabrikken er den største arbejdsplads i byen og har eksisteret som Tulip-virksomhed i byen siden 2003.
Desuden har Arla Foods en fabrik i byen AKAFA, der producerer mejeriprodukter til eksportmarkedet. AKAFA har ca. 275 ansatte.
I den sydlige ende af Svenstrup op ad Hobrovej ligger erhvervsparken Svenstrup syd.

## Uddannelse
I Svenstrup ligger folkeskolerne Højvangsskolen og Svenstrup Skole, og i Godthåb ligger privatskolen Lyngbjerggårdskole. Alle skolerne går til og med 9. klasse. Elever fra oplandsskoler som Ellidshøj skole, der kun går til 7. klasse, får tilbud om at fortsætte deres skolegang på en af Svenstrups skoler.
Elever fra Svenstrup har muligheden for at gå på Støvring Gymnasium, hvor bussen nr. 52 kører til eller de kan tage til et af gymnasierne i Aalborg kommune.

## Trafik
Svenstrup ligger ved motorvejsafkørsl 29 omtrent 1 km. syd for Svenstrup. Hobrovej går gennem Svenstrup og fører til motorvejen såvel som Støvring mod syd og fører til Aalborg mod nord. På Hobrovej ligger Svenstrup Station, hvorfra der er togforbindelser mod Aalborg hhv. Hobro samt busforbindelser mod Aalborg og Aars/Aalestrup.. Hovedgaden i Svenstrup er Godthåbsvej, mens hovedgaden i Godthåb er Ridemandsmøllevej.